# Nelson (Victoria)
Pour les articles homonymes, voir Nelson.
Nelson (226 habitants) est un petit village de pêcheurs du comté de Glenelg au sud-est de l'État du Victoria en Australie, à 422 km de Melbourne.
En 1852, le nom de Nelson a été adopté pour ce village, après que le bateau Lady Nelson du lieutenant James Grant, ait servi à explorer la région au début du XIXe siècle.